# Catocala flavicollis
Catocala flavicollis är en fjärilsart som beskrevs av Kesenheimer 1941. Catocala flavicollis ingår i släktet Catocala och familjen nattflyn. Inga underarter finns listade i Catalogue of Life.